# Kościół Marii Panny w Grimmie
Kościół Marii Panny (niem. Frauenkirche) – romańsko-gotycka świątynia luterańska znajdująca się w niemieckim mieście Grimma.

## Historia
Świątynię wzniesiono wraz z założeniem Grimmy około 1170 w sąsiedztwie placu targowego (ob. Baderplan). Nabożeństwa odprawiał tu ksiądz z Großbardau. Był to skromny budynek z drewna i gliny. Pod koniec XII wieku wzniesiono dwuwieżową, romańską fasadę, a około 1240 ukończono budowę gotyckiego korpusu nawowego. W 1430 budynek został zniszczony przez pożar, podczas odbudowy ( prawdopodobnie w 1462 roku) wzniesiono sklepienie i dodano transept. Do czasów reformacji świątynia, będąca pod jurysdykcją biskupów merseburskich, była siedzibą archidiakonatu. W 1837, 1888 i 1928 świątynię wyremontowano.

## Architektura i wyposażenie
Fasada świątyni reprezentuje styl romański, a pozostała część kościoła – gotycki. Ma układ trójnawowej bazyliki z transeptem. Podstawowym budulcem jest kamień z Rochlitz. Prezbiterium ma kształt prostokąta, a na jego styku z transeptem ustawiono dwie absydy.
W prezbiterium znajduje się późnogotycki ołtarz główny z ok. 1510 roku. Ołtarz usunięto w 1837 roku, lecz w 1924 wrócił on na swoje miejsce. Renesansową, brązową chrzcielnicę wykonano w 1598 roku, pochodzi z rozebranego w 1888 roku kościoła św. Mikołaja. Przeniesiono ją tu w 1943 roku, poprzednia chrzcielnica kościoła Maryi Panny trafiła do kościoła w Colditz. Wnętrze zdobią również rzeźby św. Pawła i Matki Bożej z Dzieciątkiem z 1519 roku, z podobnego okresu pochodzi figura Chrystusa Ukrzyżowanego w nawie północnej.
Organy wykonało w 1928 roku przedsiębiorstwo Hermann Eule Orgelbau Bautzen, wyremontowano je w 1974 roku i oczyszczono w latach 2020–2021. Kościół posiada dwa zabytkowe dzwony o tonach d' i g', odlane odpowiednio w 1453 i 1463 roku. W 1997 zakupiono trzeci dzwon, który zastąpił najmniejszy instrument z 1400 roku, zarekwirowany podczas II wojny światowej.

## Galeria

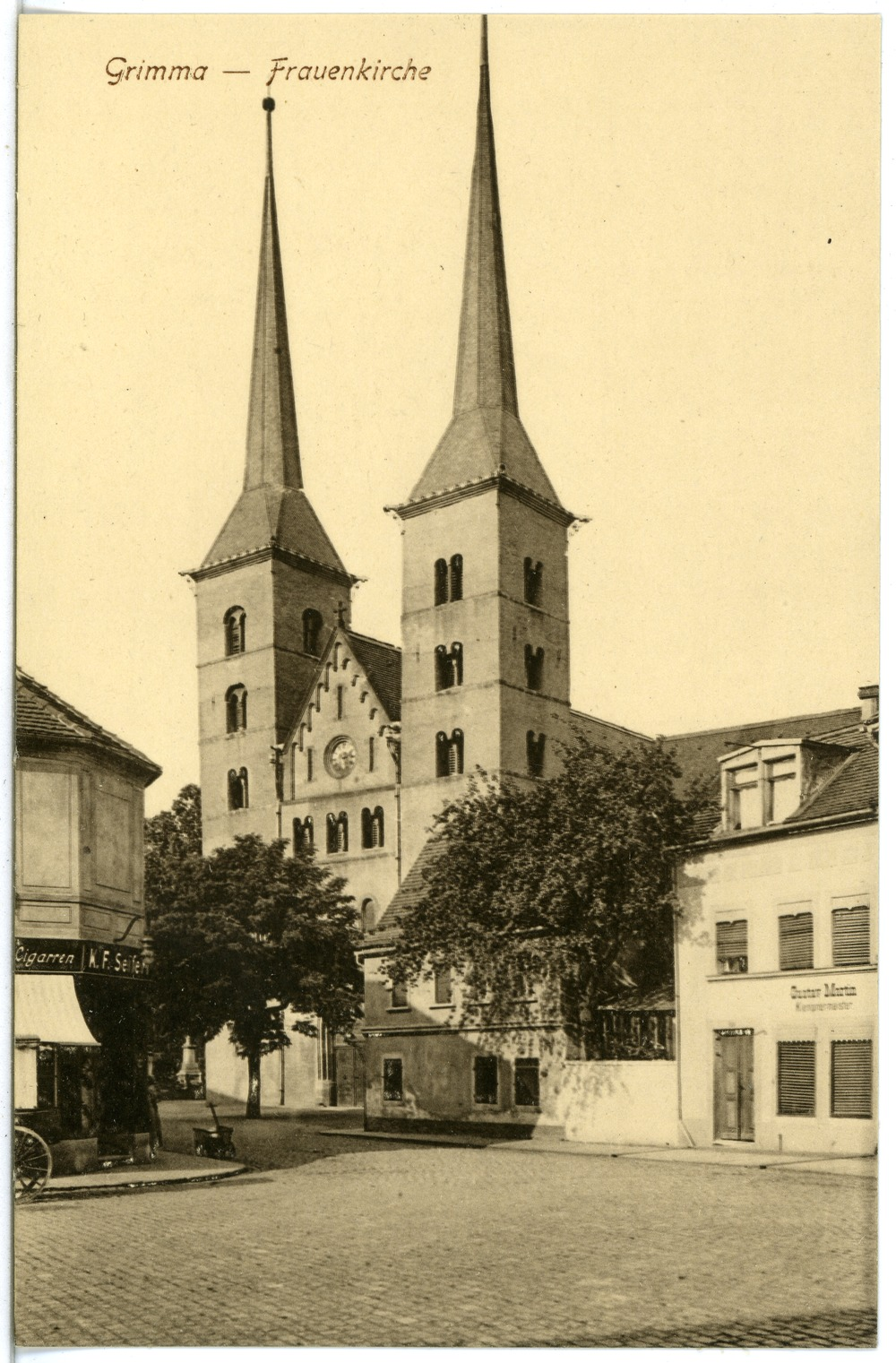
Fasada w 1915
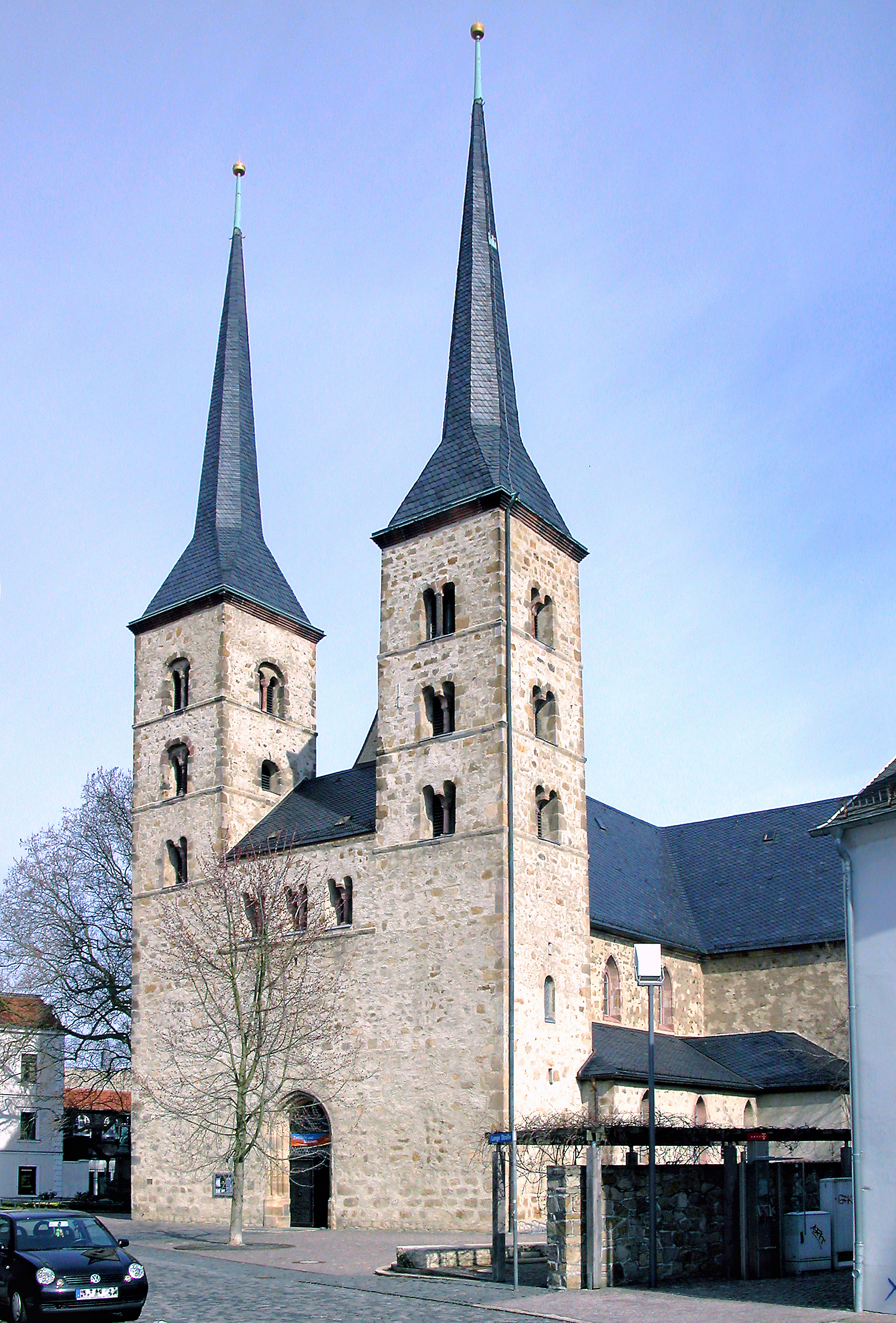
Fasada w 2009
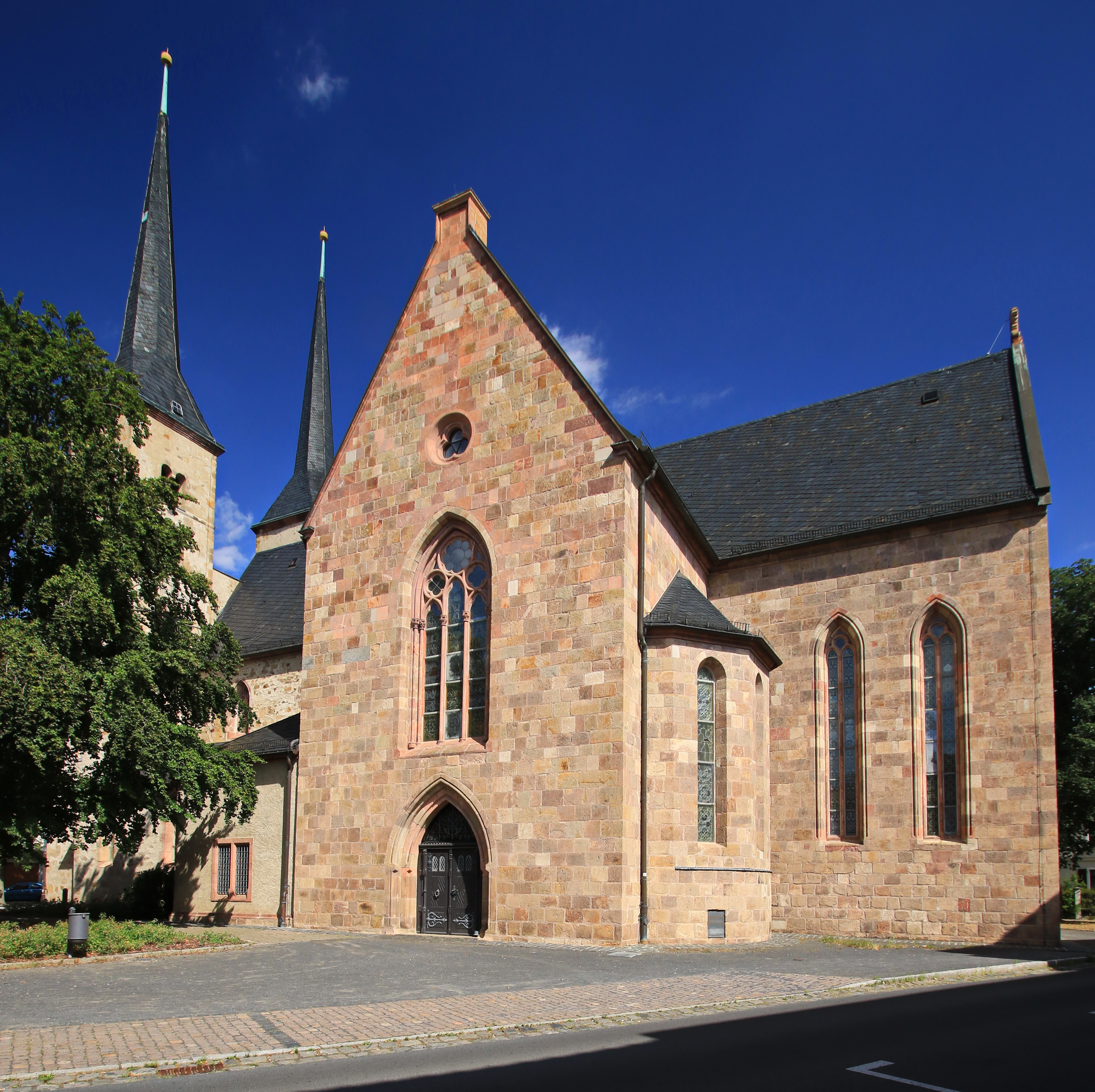
Widok na transept i prezbiterium
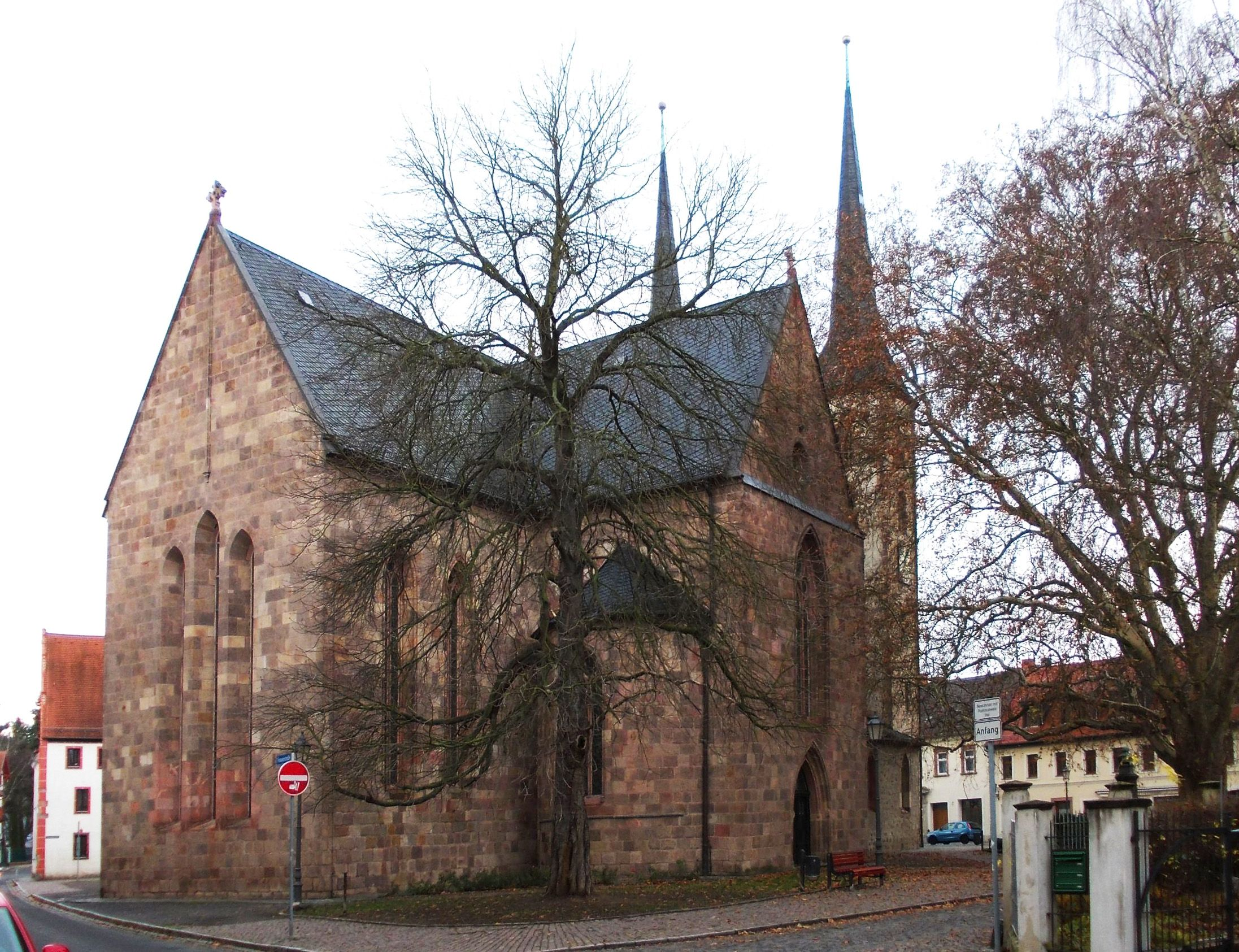
Widok z północnego wschodu
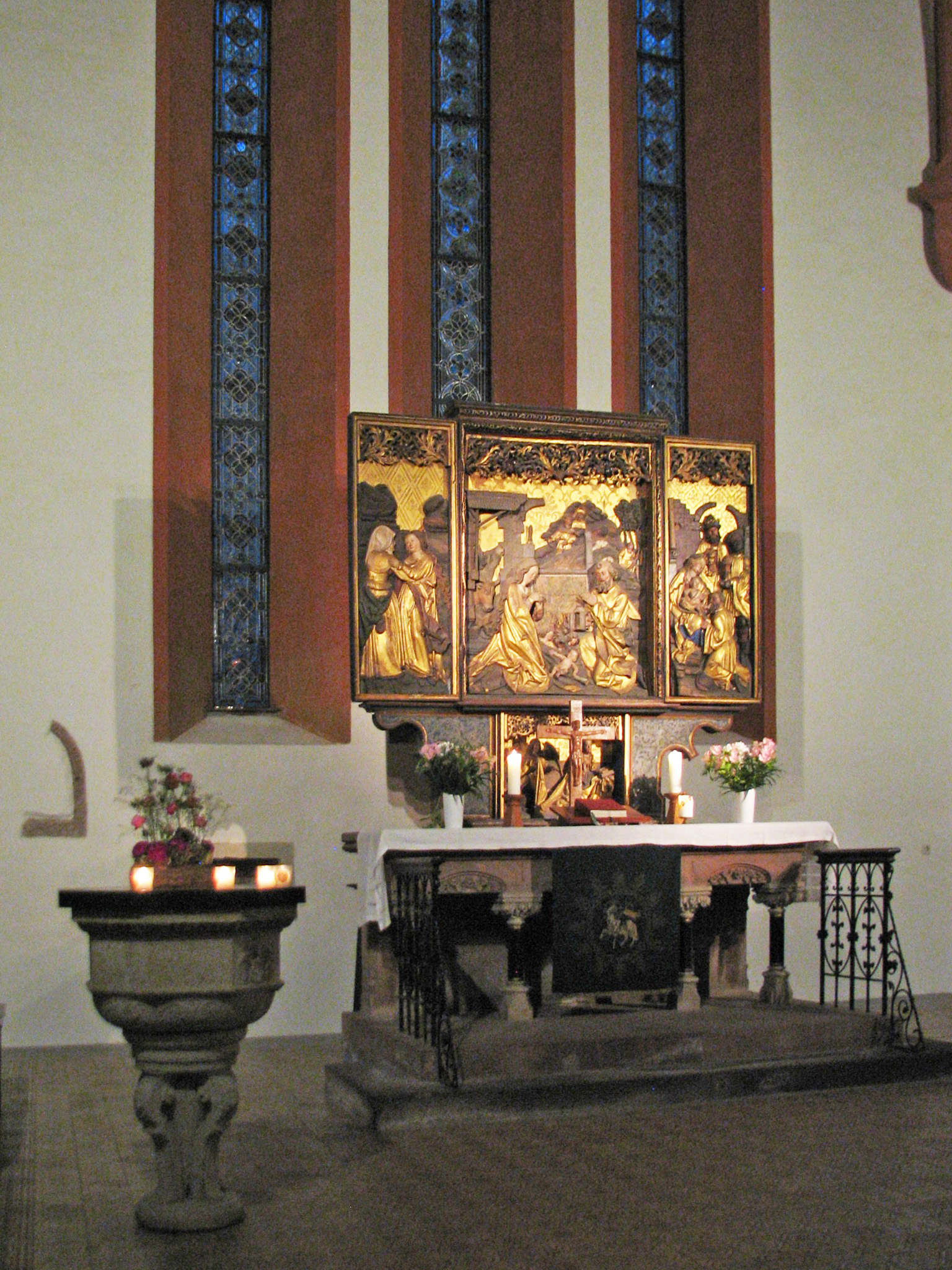
Ołtarz główny